# Erpice

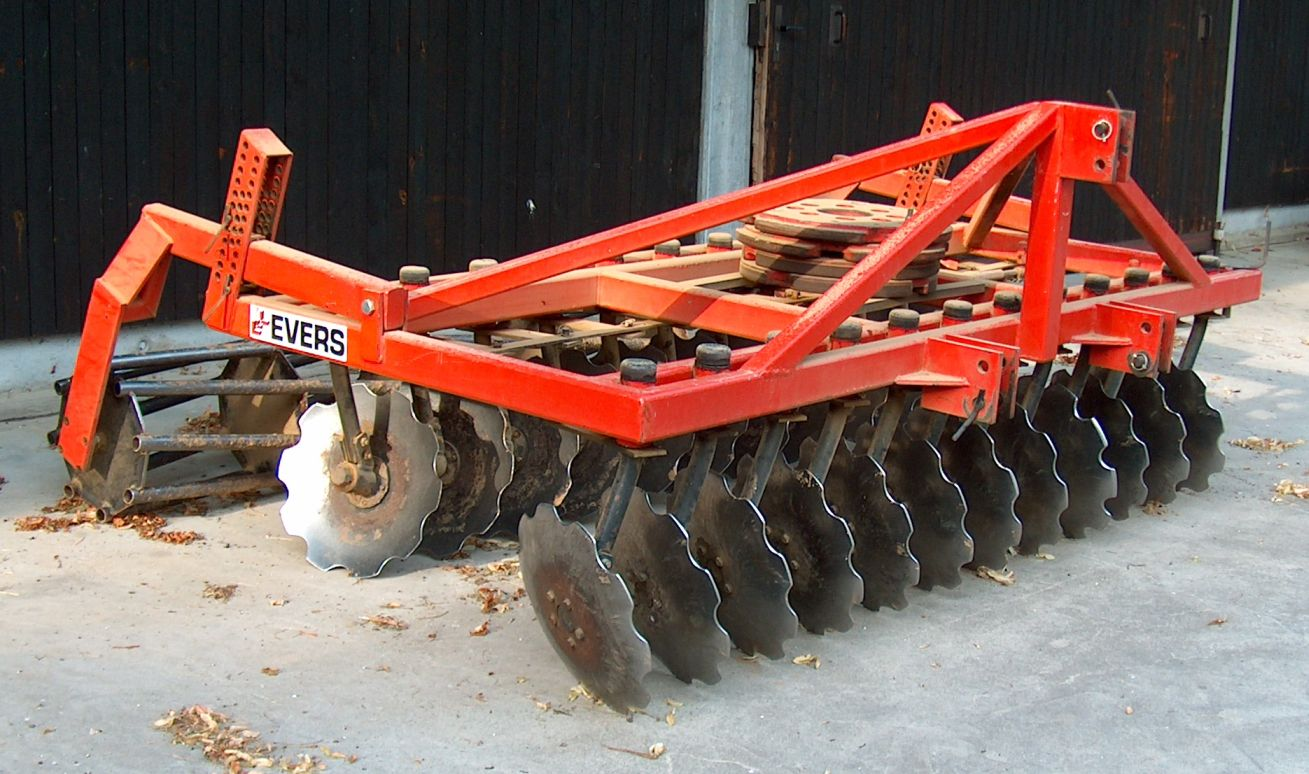
Erpice a dischi

L'erpice (detto anche frangizolle) è una macchina agricola portata o trainata dalla trattrice ed impiegata per lavori complementari nell'agricoltura, tipicamente per l'erpicatura. La prima raffigurazione di un erpice si ha nell'anno 1077 nell'arazzo di Bayeux.

## Caratteristiche ed utilizzo
L'erpice si intende portato se è di tipo leggero ed il sollevatore idraulico del trattore lo può sollevare durante il trasporto. 
Si intende trainato se l'erpice è più pesante ed è trascinato dal trattore attraverso il gancio di traino.
L'erpice viene utilizzato, a seguito di un'aratura, per rompere le zolle e dissodare il terreno in vista della semina. In altri casi l'erpice serve anche per interrare il concime sparso sul terreno. Infine viene utilizzato per rompere il manto erboso.
L'erpice ha un utilizzo significativo per la lavorazione superficiale del terreno nell'agricoltura biologica.

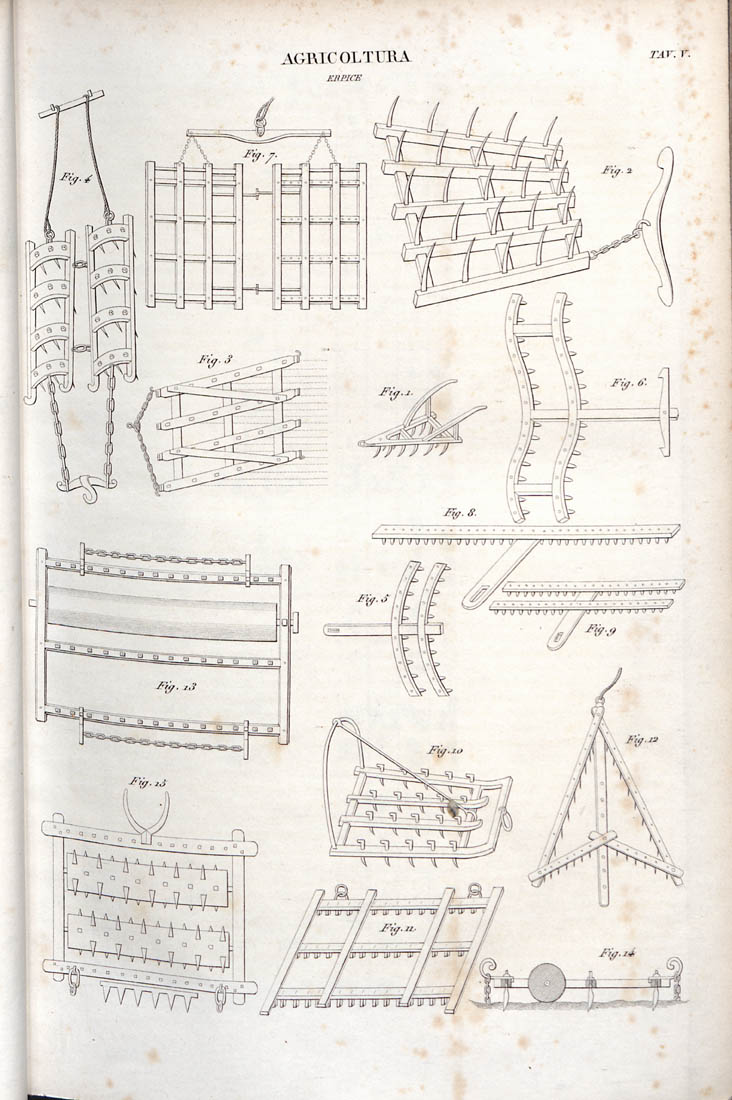
Erpice del 1849

Spesso sul telaio dell'erpice vengono posti dei pesi (grossi massi o pesi appositi in acciaio) per aumentare la capacità di sminuzzare le zolle e per fare maggior pressione sul terreno da lavorare.

## Tipologia

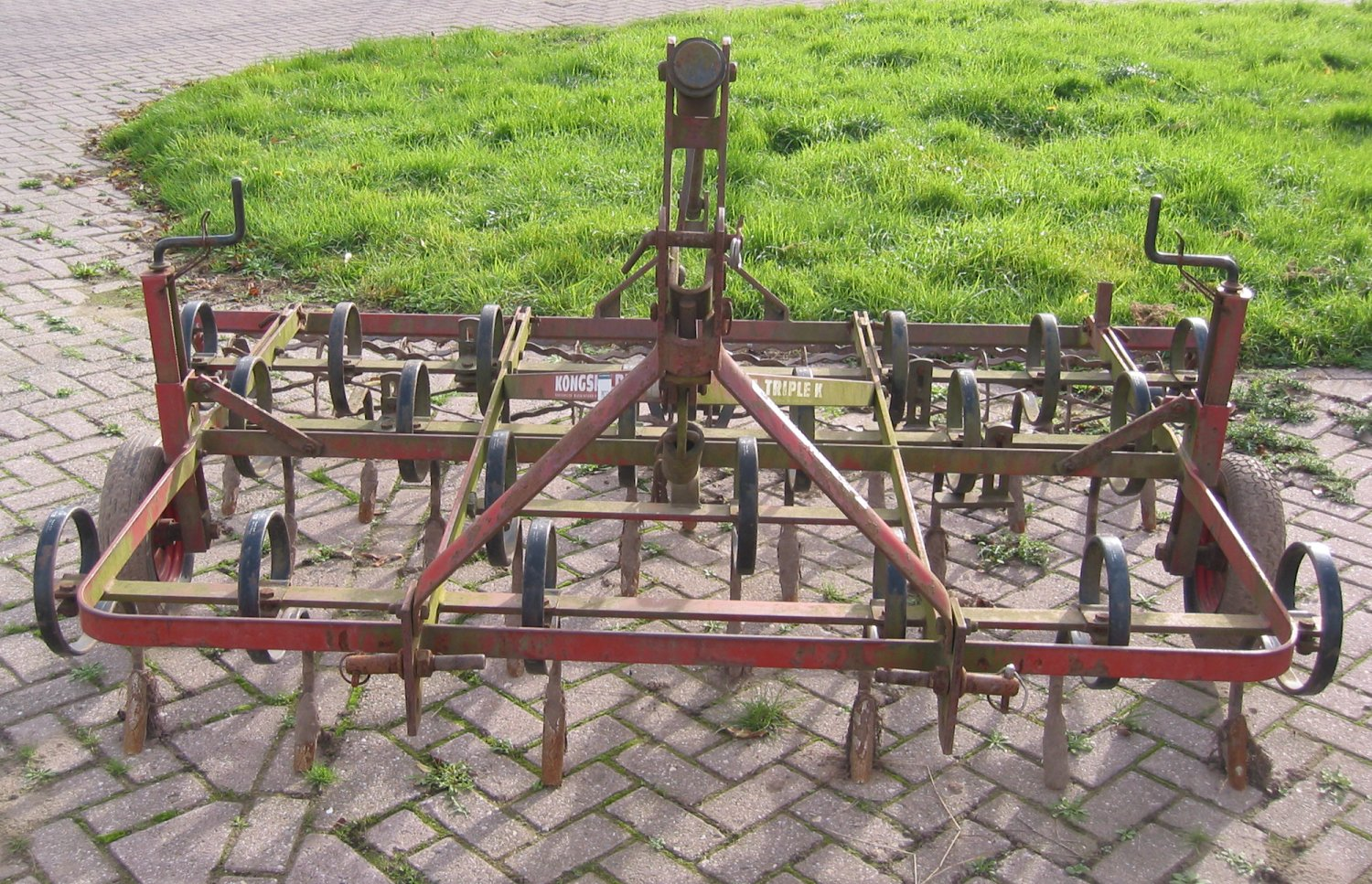
Erpice a denti vibranti.

- Erpice a denti rigidi: è la forma classica e più antica di erpice. È formata da una intelaiatura alla quale sono attaccati delle punte di ferro, spesso lievemente piegate all'indietro.
- Erpice estirpatore: è formato da poche punte ("ancore"), ma di dimensioni generose: è utilizzato esclusivamente per lavorazioni intermedie di terreni piuttosto zollosi, deve il nome alla sua proprietà di estirpare le erbe infestanti, smuovendo il terreno ed esponendone le radici.
- Erpice a denti vibranti: i denti non sono fissi ma elastici, le sue funzioni sono intermedie tra quelle dell'estirpatore e dell'erpice tradizionale a denti rigidi.
- Erpice a maglie: ha funzioni analoghe a quelle dell'erpice a denti rigidi, ma prestazioni più scadenti: in pratica era utilizzato soprattutto in passato, oggi viene adoperato solo per lavori di semina a spaglio o interramento di fertilizzanti.
- Erpice a dischi: è formato da due o più serie di numerose ruote dentate e dischi taglienti, si distingue tra erpici a dischi dritti (frangizolle) e a dischi obliqui (morgano o smorgano), con funzioni analoghe ai precedenti ma adatto a terreni meno tenaci; questi attrezzi esistono in versioni diverse in base al peso e alle dimensioni dei dischi, e quindi più o meno adatti ai vari scopi.
- Erpice rotante: non è in realtà un vero e proprio erpice, perché la sua azione meccanica sul terreno non è dovuta al trascinamento ma alla rotazione impressa dalla presa di potenza del trattore a tamburi orizzontali muniti di denti verticali (coltelli), è una macchina decisamente simile alla fresa con qualche vantaggio (come l'assenza di costipamento) e qualche svantaggio (la necessità di terreno in particolari condizioni meccaniche) rispetto a questa.[3] Rispetto agli erpici veri e propri ha in comune la funzione fondamentale di disgregare le zolle di terreno, ma non quella di interramento: ha inoltre una produttività oraria enormemente più bassa e richiede potenze e consumi ancor più elevati, ma in casi opportuni consente di effettuare un affinamento efficace dove l'azione degli erpici tradizionali risulta insufficiente o trascurabile.